# Record Kids
Record Kids é um bloco de programação infantil da Record. Estreou em 2003, sendo exibido ocasionalmente nas manhãs dos fins de semana, mas teve seu auge durante as tardes da programação diária entre 2007 e 2008, exibindo desenhos como Pica-Pau, Popeye e a série Todo Mundo Odeia o Chris. Atualmente, é veiculado aos domingos, das 09h às 11h, com a exibição de Desenhos Bíblicos

## História
Durante algum tempo passou a ser exibido em vários horários e trouxe desenhos como A Pantera Cor-de-Rosa, Garfield, Pica-Pau, Johnny Test, Storm Hawks, George, o Curioso, Wolverine e os X-Men, Desenhos Bíblicos, Zorro: Geração Z, He-Man, Rambo: The Force of Freedom, Snoopy (Peanuts), As Tartarugas Ninja e Beethoven. Séries para o público adolescente também foram exibidas, como H2O: Meninas Sereias, Psych e Eureka, chegando a rivalizar com outros programas infantis como a TV Globinho, Bom Dia & Cia e TV Kids.
Em 2009, a Record chegou a negociar com a Disney os direitos de transmissão da série Power Rangers no valor de 12 milhões de reais para alavancar o bloco Record Kids. Porém naquela época, a Globo não queria perder os direitos da série e cobriu o valor que a Record havia oferecido à Disney. Em 2011 tentou novamente, porém a Band conseguiu os direitos da série para transmiti-la no bloco Band Kids.
Desde 2017, o programa reveza seus conteúdos em somente 3 séries, sendo elas Desenhos Bíblicos, Todo Mundo Odeia o Chris e Pica-Pau. Isso acontece desde o fim da exibição do desenho George, o Curioso, que foi finalizada em 2017.
Em janeiro de 2018, o Record Kids deixa de ser exibido nas tardes de sábado e é substituído por uma edição de sábado do Balanço Geral, sendo exibido apenas nas manhãs de domingo até os dias de hoje.
Em setembro de 2020, a RecordTV anunciou o retorno do Pica-Pau para o dia 4 de outubro, após mais de 1 ano da última exibição do mesmo. O desenho foi retirado do ar em junho de 2024 pela emissora. Desde então, apenas os Desenhos Bíblicos é exibido na faixa.

## Audiência
Em 2007 e 2008 teve seu auge de audiência as tardes da programação com clássicos como Pica-Pau, Popeye, além do seriado Todo Mundo Odeia o Chris. Chegou a rivalizar com outros programas infantis como a TV Globinho, o Bom Dia e Companhia e o TV Kids.
Atualmente o programa fica entre 1,5 e 4 pontos de audiência na Grande São Paulo, e costuma ficar em terceiro lugar, atrás da TV Globo e do SBT. 